# واين بارلو
واين بارلو (بالإنجليزية: Wayne Barlow)‏ هو ملحن أمريكي، ولد في 6 سبتمبر 1912 في إليريا في الولايات المتحدة، وتوفي في 17 ديسمبر 1996 في روتشستر في الولايات المتحدة.
حصل بارلو على درجة البكالوريوس والماجستير والدكتوراه من مدرسة إيستمان للموسيقى ، وتخصص في التكوين والنظرية وأصبح في عام 1937 أول أمريكي يحصل على دكتوراه في التأليف الموسيقي.  درس أيضًا مع أرنولد شوينبرج في كاليفورنيا ، وكذلك مع مايرون شيفر ، مدير مختبر الموسيقى الإلكترونية في جامعة تورونتو .  
عمل أستاذاً في مدرسة إيستمان للموسيقى من عام 1937 إلى عام 1978 ، حيث أدار استوديو الموسيقى الإلكترونية من 1968 إلى 1978 ، كما شغل منصب عميد الدراسات العليا من 1973 إلى 1978. 1996 شغل منصب أستاذ فخري للتكوين في مدرسة إيستمان للموسيقى.
ومن بين طلابه البارزين جيمس كوهن ولوكريسيا كاسيلاج وصمويل جونز ومارتن ميلمان ودون فراوند .

## وصلات خارجية
- واين بارلو على موقع ميوزك برينز (الإنجليزية)